# 沙爾歧鬚鮠
沙爾歧鬚鮠（學名：Synodontis schall）為輻鰭魚綱鯰形目倒立鯰科的其中一種，為熱帶淡水魚，分布於非洲北部及西部淡水流域，體長可達49公分，棲息在底中層水域，生活習性不明，可做為食用魚及觀賞魚。